# Вегетационен период
Вегетационен период (също вегетация; на латински: vegetatio – оживление) е време, през което е възможно растеж и развитие на растенията.
Продължителността на периода зависи основно от географската ширина и климата. В условия на недостатъчно влага, например в пустините и в други екстремни условия (тундра), вегетацията е значително ограничена във времето. Такава е вегетацията на растенията в пустинята Атакама – един от най-сухите райони на Земята
Вегетационен период се отнася за времето, необходимо за развитието на дадено растение:
- за едногодишните – от засаждането до узряването на семето;
- за многогодишните – от появяването на пъпки до узряването на семето;
- за дърветата – времето на активния живот на растението от началото на движението на соковете и пукването на пъпките до падането на листата.

Вегетационният период условно се определя от времето между прехода от средната дневна температура през пролетта и есента над 5 °С, като по-рядко се използват граничните температури 0 и 10 °С.
Все пак за всяко растение съществуват негови собствени минимални температури. Ако мразоустойчивите растения понасят ниски температури, то топлолюбивите могат да загинат в такива условия. Затова често вегетационният период съвпада с климатичното лято.

## Биологичен вегетационен период
При едногодишните видове, вегетационният период съвпада с жизнения им цикъл, от изникване до образуване на семена и отмирането им. При многогодишните видове той започва с активизирането на жизнените процеси в растенията и продължава до изпадането им отново в покой. Вегетационният период при повечето видове съвпада с периода от пролетта до есента, но има и изключения. Така например, много тревисти видове започват вегетацията си през есента и приключват през пролетта. При други видове е много кратък, като обхваща периоди от годината, в които съществуват най-добри условия за тяхното развитие (ефемери). В тропиците вегетационният период е практически неограничен, той продължава през цялата година. В някой тропически райони вегетационният период може да е ограничен от липсата на достатъчно влага.

## Агрометеорологичен вегетационен период
За нуждите на земеделието са разработени различни системи за дефиниране и определяне на вегетационния период. В България е прието популярното почти в цяла Европа, Русия, Канада и части от САЩ разбиране, че вегетационният период е времето от последната слана напролет до първата слана на есен. В България средно вегетационният период варира в зависимост от района, надморската височина и микроклимата, по-дълъг е по Черноморието и равните места на Южна България. В затворените котловинни полета и планините е най-кратък. Средно за страната е около 200 дни. Според друга дефиниция, вегетационният период включва всички дни от годината, в които средната денонощна температура е над + 5 °C. В страните с мек климат като Великобритания за начало на вегетационния период се приемат първите три последователни дни с температура над + 5 °C, а за край – първите три последователни дни с температура под + 5 °C през есента.